# David Allan Bromley
David Allan Bromley (Whitewater Region, Ontario, 4 de maio de 1926 — New Haven, 10 de fevereiro de 2005) foi um físico canadense/estadunidense.
Foi conselheiro científico do Presidente dos Estados Unidos George H. W. Bush.